# Георгиевский полк
1‑й Гео́ргиевский пехо́тный запа́сный полк (Гео́ргиевский полк) — воинская часть в составе русской армии. Единственный фактически созданный полк из намеченных к формированию четырёх Георгиевских пехотных запасных полков. Был сформирован в Киеве к середине октября 1917 года, там же участвовал в октябрьских боях против юнкеров военных училищ и Славянского ударного полка.
В ноябре 1917 года в Новочеркасске на основе кадра Георгиевского полка создана Георгиевская офицерская рота, которая считается одной из первых частей Добровольческой армии.

## История создания

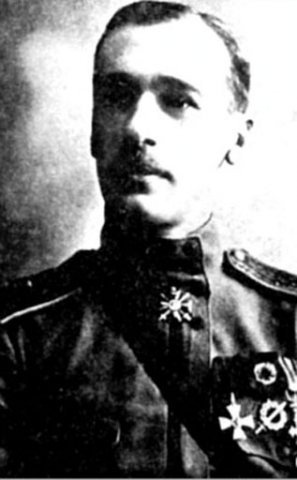
Генерал-майор И. К. Кириенко, 1920-е годы

Согласно приказу Верховного главнокомандующего генерала от инфантерии Л. Г. Корнилова от 12 (25) августа 1917 года № 800 намечалось формирование при содействии Союза Георгиевских кавалеров четырёх Георгиевских пехотных запасных полков, по одному на каждый из фронтов (Северный, Западный, Юго-Западный и Румынский). Полки должны были создаваться в городах Пскове, Минске, Киеве и Одессе. Планировалось, что данные части будут комплектоваться офицерами и солдатами — Георгиевскими кавалерами из различных запасных пехотных полков, тыловых учреждений и подразделений (вызов Георгиевских кавалеров из фронтовых частей в формируемые полки не разрешался). Первоначально Георгиевские полки предполагалось свести в Георгиевскую пехотную запасную бригаду с подчинением лично Верховному главнокомандующему (штаб бригады планировали разместить в Могилёве).
Георгиевские запасные полки должны были формироваться по типовому штату 16-ротного пехотного запасного полка, утверждённому в 1916 году, с добавлением запасной пулемётной роты и учебной команды связи. Предусматривалось, что данные полки станут своего рода базой для подготовки отдельных Георгиевских батальонов, которые затем будут передаваться в распоряжение командующих армиями, командиров корпусов, начальников дивизий в качестве «последнего надёжного резерва», используемого «лишь в исключительных случаях крайней опасности, когда исчерпаны все средства и меры восстановления важного боевого положения, потеря которого грозила бы тяжёлыми последствиями для всего участка данной дивизии, корпуса или армии». Затем в дополнение к августовскому приказу № 800, 21 августа (3 сентября) 1917 года появляется приказ Верховного главнокомандующего генерала Корнилова № 856, согласно которому утверждался типовой штат отдельного пехотного батальона. Помимо ударных революционных батальонов из волонтёров тыла по этому штату предполагалось формировать и отдельные Георгиевские батальоны из состава Георгиевских запасных полков.
При вступлении в Георгиевские части все кандидаты обязаны были дать специальную подписку, обязуясь служить «не за страх, а за совесть», беспрекословно выполнять приказания командиров и «везде и всегда поддерживать Временное правительство впредь до установления Учредительным собранием нового образа правления».
17 (30) сентября 1917 года издан приказ начальника Штаба Верховного главнокомандующего генерал-лейтенанта Духонина, по которому решено отказаться от сведения Георгиевских запасных полков в отдельную пехотную бригаду. Всем формирующимся Георгиевским полкам присвоили нумерацию на погоны (римскими цифрами): создаваемому полку в Киеве — I, в Одессе — II, в Минске — III и в Пскове — IV.
В Георгиевских запасных полках устанавливались особые знаки различия на обмундирование. Так, офицерам полагались: погоны как у Георгиевского батальона для охраны Ставки с вензелем «С. Г.» («Святой Георгий») и номером части под ним; по борту рубахи (гимнастёрки) — узкая георгиевская ленточка шириной 1/4 дюйма, на обшлагах рукавов — оранжевый кант; на брюках — золотой гусарский басон шириной в 1 дюйм (обер-офицерский); на воротнике шинели — петлицы из георгиевской ленты с оранжевым кантом; зимняя (цветная) фуражка, помимо обычной походной, — по образцу 13-го драгунского Военного Ордена полка (то есть тулья — белая, околыш — чёрный; оранжевые выпушки по верху тульи и по краям околыша). Для нижних чинов (солдат) — белые погоны, обшитые по краям узкой георгиевской ленточкой (внутренняя сторона погон — защитная); на погонах — вензель «С. Г.», под ним — номер части; по борту рубахи — узкая георгиевская ленточка, по обшлагам рукавов и на брюках — оранжевый кант; на шинелях — георгиевские петлицы.
28 октября (10 ноября) 1917 года командиром 1-го Георгиевского пехотного запасного полка, формирующегося в Киеве, назначен полковник И. К. Кириенко; кроме того, ещё в августе получили назначения на должности командиров создаваемых 3-го (Минск) и 4-го (Псков) Георгиевских полков соответственно — полковник Новиков и полковник Кожухов. В силу ряда причин (начавшееся общее «разложение» русской армии, саботаж со стороны солдатских комитетов и др.) фактически был сформирован только 1-й Георгиевский пехотный запасный полк в Киеве.

## Переход руководства полка на Дон
Осенью 1917 года на фоне «украинизации» частей Киевского военного округа военнослужащие-украинцы из состава 1-го Георгиевского запасного полка, преимущественно из солдатской массы, выступили с инициативой о переименовании полка в 1-й Украинский Георгиевский полк. Кроме этого, часть военнослужащих 1-го Георгиевского полка приняла участие в октябрьских боях в Киеве против юнкеров военных училищ и Славянского ударного полка в районе Константиновского училища, тем самым фактически поддержав восставших большевиков. Полковник Кириенко, выступивший категорически против насильственной украинизации, и большинство офицеров полка, а также некоторые солдаты (всего 17 офицеров, включая командира полка, и 10 солдат) покинули его и отправились на Дон. В середине ноября 1917 года в Новочеркасске началось формирование Георгиевской роты (тогда насчитывала 50—60 человек).
Согласно версии историка С. В. Волкова, в начале декабря 1917 года Георгиевская рота была преобразована в 1-ю Офицерскую роту [с 13 (26) декабря 1917 года она снова именуется Георгиевской ротой]. 11—13 февраля (24—26 февраля) 1918 года при реорганизации Добровольческой армии в начале 1-го Кубанского («Ледяного») похода в станице Ольгинской рота вошла в Корниловский ударный полк, составив его 3-й батальон:639.
По другой версии, уже в конце ноября воссозданный малочисленный Георгиевский полк принял участие в подавлении восстания большевиков в Ростове-на-Дону. Затем во второй половине декабря 1917 года полк перевели из Новочеркасска в Ростов, где продолжилось его формирование. До 9 (22) февраля 1918 года он непрерывно участвовал в боях, неся существенные потери. 12 (25) февраля при реорганизации частей Добровольческой армии чины полка (120 человек) были включены особым батальоном (с сохранением наименования «Георгиевский») в состав Корниловского ударного полка.

## Комментарии
1. ↑  В указанные полки должны были набираться офицеры и солдаты, имевшие хотя бы одну из Георгиевских наград: орден Святого Георгия, солдатский Георгиевский крест, Георгиевское оружие либо Георгиевскую медаль.
2. ↑  Незадолго до издания указанного приказа, 8 (21) сентября 1917 года Исполнительным комитетом Союза Георгиевских кавалеров в должности начальника формируемой Георгиевской запасной бригады был утверждён полковник Хохольков, состоявший в резерве чинов Киевского военного округа.
3. ↑  Помимо создания 1-го Георгиевского полка известно, что приказом начальника Штаба Верховного главнокомандующего от 19 октября (1 ноября) 1917 года № 745 объявлено о формировании Одесского Георгиевского караульного батальона из Георгиевских кавалеров, «не способных к боевой службе».
4. ↑  При этом 12 (25) декабря 1917 года остатки 1-го Георгиевского запасного полка в Киеве были переименованы в 1-й Георгиевский имени полковника Богуна полк. По другим данным, уже с 17 (30) ноября 1917 года полк стал именоваться как Сердюцкий запасный полковника Богуна полк.